# Politik i Guizhou

Guizhous läge i Kina.

Den politiska makten i Guizhou utövas officiellt av provinsen Guizhous folkregering, som leds av den regionala folkkongressen och guvernören i provinsen. Dessutom finns det en regional politiskt rådgivande konferens, som motsvarar Kinesiska folkets politiskt rådgivande konferens och främst har ceremoniella funktioner. Provinsens guvernör sedan 2006 är Lin Shusen.
I praktiken utövar dock den regionala avdelningen av Kinas kommunistiska parti den avgörande makten i Guizhou och partisekreteraren i regionen har högre rang i partihierarkin än guvernören. Sedan 2005 heter partisekreteraren Shi Zongyuan.

## Lista över Guizhous guvernörer
1. Yang Yong (杨勇): 1949 – 1954
2. Zhou Lin (周林): 1955 – 1965
3. Li Li (李立): 1965 – 1967
4. Li Zaihe (李再合): 1967 – 1971
5. Lan Yinong (蓝亦农): 1971 – 1973
6. Lu Ruilin (鲁瑞林): 1973 – 1977
7. Ma Li (马力): 1977 – 1979
8. Su Gang (苏钢): 1980 – 1983
9. Wang Zhaowen (王朝文): 1983 – 1993
10. Chen Shineng (陈士能): 1993 – 1996
11. Wu Yixia (吴亦侠): 1996 – 1998
12. Qian Yunlu (钱运录): 1998 – 2001
13. Shi Xiushi (石秀诗): 2001 – 2006
14. Lin Shusen (林树森): 2006 –

## Lista över Guizhous partisekreterare
1. Su Zhenhua (苏振华): 1949 – 1954
2. Zhou Lin (周林): 1954 – 1964
3. Li Dazhang (李大章): 1964 – 1965
4. Jia Qiyun (贾启允): 1965 – 1967
5. Li Zaihe (李再合): 1967 – 1969
6. Lan Yinong (蓝亦农): 1969 – 1973
7. Lu Ruilin (鲁瑞林): 1973 – 1977
8. Ma Li (马力): 1977 – 1979
9. Chi Biqing (池必卿): 1979 – 1985
10. Zhu Houze (朱厚泽): 1985
11. Hu Jintao (胡锦涛): 1985 – 1988
12. Liu Zhengwei (刘正威): 1988 – 1993
13. Liu Fangren (刘方仁): 1993 – 2001
14. Qian Yunlu (钱运录): 2001 – 2005
15. Shi Zongyuan (石宗源): 2005 –